# Űrállomás
Az űrállomás nagy tömegű, életfenntartó rendszerrel rendelkező űreszköz. Az űrhajóktól eltérően alkalmatlan a földi leszállásra és nincsen meghajtórendszere, csak kisebb, pályamódosításra használható kormányhajtóműve. Nem képes nagyobb manővereket végrehajtani, pályája fenntartására űrhajókat használnak.

A jelenleg működő és korábbi űrállomások méretei egymáshoz képest

Az űrállomások fedélzetén lehetővé vált a hosszú ideig tartó űrrepülések hatásainak a vizsgálata, és nagyszámú tudományos (élettani, csillagászati, földfigyelési, anyagtudományi) kísérlet elvégzése.
A korai első generációs űrállomásoknak (Szaljut–1-től 5-ig) egyetlen dokkoló szerkezete volt, ezért csak egy űrhajót fogadhatott. Nem érkezhettek utánpótlást szállító teherűrhajók. A későbbi űrállomásokat már legalább két dokkoló szerkezettel látták el. Az utánpótlás szállítását így megoldották, az emberek űrbéli tartózkodása sem korlátozódott már néhány hétre. Az 1980-as évek közepétől jelennek meg a második generációs, bővíthető, ún. modul-űrállomások. Ezek több, nyomás alatt lévő egységből, modulból állnak, így az űrállomások hermetikus térfogata a többszörösére növekedett.
A Szojuz–11 (Szaljut–1) repülése óta minden űrrepülési időtartamrekord űrállomáson született. A jelenlegi rekord 437,7 nap, amelyet Valerij Poljakov orosz űrhajós ért el a Mir űrállomás fedélzetén 1994. január 8. és 1995. március 22. között.
Az űrállomások fejlett változatai az űrvárosok, amelyeket nagyon hosszú időtartamra vehet igénybe nagyszámú ember. Ilyen űrvárosok most még csak kezdetleges tervekben szerepelnek.

## Űrállomások

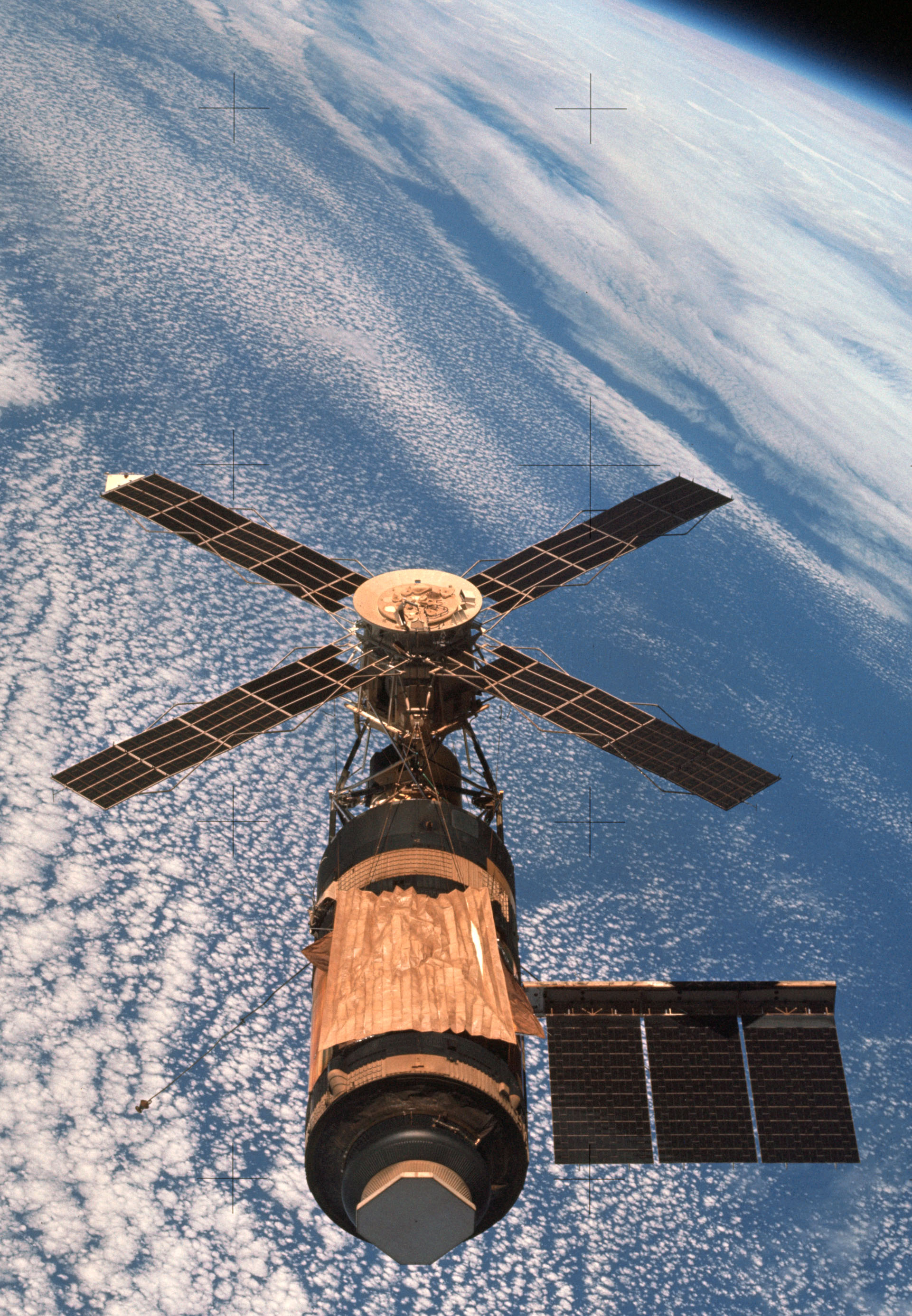
Az amerikai Skylab űrállomás Föld körüli pályán

### Pályára állított űrállomások
- MOL (Manned Orbiting Laboratory) – kísérleti űrállomás, nem fogadott űrhajósokat (USA, 1966)
- Szaljut – szovjet űrállomás-program
- Szaljut–1 – az első lakott űrállomás (Szovjetunió, 1971)
- Szaljut–2 – sikertelen indítás (Szovjetunió, 1973)
- Skylab – az első amerikai lakott űrállomás (USA, 1973)
- Szaljut–3 – (Szovjetunió, 1974)
- Szaljut–4 – (Szovjetunió, 1974)
- Szaljut–5 – (Szovjetunió, 1976)
- Szaljut–6 – több dokkoló szerkezettel ellátott űrállomás (Szovjetunió, 1977)
- Szaljut–7 – (Szovjetunió, 1982)
- Mir űrállomás – az első modul-űrállomás (Szovjetunió, 1986)
- Nemzetközi Űrállomás (International Space Station, ISS) – (nemzetközi, 1998)
- Tienkung–1 – (Kína, 2011)
- Tienkung–2 – (Kína, 2016)
- Tienkung űrállomás – (Kína, 2021)

### Tervezett vagy meg nem épített űrállomások
- Almaz (Szovjetunió)
- Freedom űrállomás (USA)
- Mir–2 (Szovjetunió/Oroszország)
- Bigelow Kereskedelmi Űrállomás (USA) – felfújható űrállomás
- Lunar Gateway Hold körüli pályán keringő űrállomás (USA, Európa, Japán, Kanada)
- Haven–1 (USA)

## Lakott űrállomások adatai
| Űrállomás            | Indítás              | Repülés vége       | Repülési idő (nap) | Lakott idő (nap) | Űrhajósok | Űrhajók | Teherűrhajók | Tömeg (kg) |
| -------------------- | -------------------- | ------------------ | ------------------ | ---------------- | --------- | ------- | ------------ | ---------- |
| Szaljut–1            | 1971. április 19.    | 1971. október 11.  | 175                | 24               | 3         | 2       | 0            | 18 425     |
| Szaljut–2            | 1973. április 3.     | 1973. április 28.  | 25                 | 0                | 0         | 0       | 0            | 18 500     |
| Skylab               | 1973. május 14.      | 1979. július 11.   | 2 249              | 171              | 9         | 3       | 0            | 77 088     |
| Szaljut–3            | 1974. június 24.     | 1975. január 24.   | 213                | 15               | 2         | 1       | 0            | 18 500     |
| Szaljut–4            | 1974. december 26.   | 1977. február 3.   | 770                | 92               | 4         | 3       | 0            | 18 900     |
| Szaljut–5            | 1976. június 22.     | 1977. augusztus 8. | 412                | 67               | 4         | 2       | 0            | 19 000     |
| Szaljut–6            | 1977. szeptember 29. | 1982. július 29.   | 1 764              | 683              | 33        | 16      | 14           | 19 000     |
| Szaljut–7            | 1982. április 19.    | 1991. február 7.   | 3 216              | 816              | 26        | 12      | 16           | 19 000     |
| Mir                  | 1986. február 19.    | 2001. március 23.  | 5 511              | 4 594            | 137       | 39      | 68           | 124 340    |
| Nemzetközi Űrállomás | 1998. november 20.   | 2015–2025          | 9704               | 1 520            | 130       | 25      | 19           | 456 620    |
| Tienkung–1           | 2011. szeptember 29. | 2018. április 2.   | 2375               | 20,77            | 6         | 2(3)    | 0            | 8 506      |
| Tienkung–2           | 2016. szeptember 16. | 2019. július 19.   | 836                | 26,47            | 2         | 1       | 1            | 8 600      |
| Tienkung űrállomás   | 2021. április 29.    |                    | 1508               |                  |           |         |              |            |